# الدكتور جيفاغو (رواية)
الدكتور جيفاغو رواية كتبها الروائي الروسي بوريس باسترناك هذه الرواية سيرة ذاتية في جزء منها ورواية ملحمية في جزئها الآخر، إنها قصة متعددة الطبقات بدءاً بالعام 1903، وإثر موت والدته. أما والده، وهو صناعي غني، فقد انتحر جراء التأثير المحبط الذي مارسه محاميه كوماروفسكي، والرواية تجمع فن الطب والعلاقات العائلية والحب والسرد في مقابل الخبرة والثورة والمجتمع والحرب.

## ملخص الرواية
الشخصية الرئيسية فيها هو يوري أندرييفيتش جيفاغو وهو في سن العاشرة مع أمه. يقع في حب تونيا ويرزقان بطفل. يخدم يوري كطبيب إبان الحرب، وهناك يركض إلى أحضان لاريسا فيودوروفنا الفتاة الشابة. أما لارا فقد أغراها كوماروفسكي، فتحس بالذنب وتخسره لتتزوج من محبوبها في فترة الطفولة بافلوفيتش (باشا، آنتيبوف) الذي يتحرر من الجيش. تركت مجموعته خلف خطوط العدو فتأتي لارا للبحث عنه. اعتبروه ميتاً لكنه كان في الواقع سجيناً. كان شعور لارا ويوري الواحد تجاه الآخر هو الانجذاب من دون التعبير عن هذا الشعور.
بعد انتهاء الحرب، عاد يوري إلى موطنه موسكو وإلى أصدقائه القدامى، إلا أن العاملين معه صاروا دائمي الشك به تحت وطأة تأثير البولشيفيك، وإتجه يوري لاستخدام حدسه عوضاً عن منطقه. تتفكك العائلة بعامل السفر وينقسم الثوار الماركسيون، وكان على عائلة يوري الانتقال على متن قطار يستخدم لنقل البضائع. كانت مدة الرحلة في القطار طويلة ما أتاح ليوري الوقت الكافي لردة الفعل. كان متصلاً بالأشياء الحسية المحيطة به. وهو يرى معاناة سجناء الثورة الروسية. ينصهر يوري بمبدأي المساواة والحرية لكنه يتحرر من المبادئ الثورية غير الفكرية.
تصل العائلة بسلام إلى الأورال لتستقر في مزرعة، ويستخدم يوري «الشتاءات» الطويلة للعودة إلى كتابة الشعر. إبان قيامه بزيارة محلية، يلتقي بلارا ويبدأ معها علاقة عاطفية، ويتشاركان في بهجة وجودهما معاً. يخبر يوري زوجته عن عدم إخلاصه لها ويطلب منها السماح، إلا أنه حينما تأهب للعودة إلى المنزل تقوم مجموعة مشاركة في الحرب الأهلية الروسية باختطافه وإجباره على العمل في خدمتها كطبيب. مكث هناك لسنوات عدة إلى أن هرب في أحد الأيام ومشى عائداً إلى لارا. تكتشف زوجته بأنه لم يعد في مخيم السجن وبأنه إتخذ لنفسه اسماً «قلمياً» هو «ستريلنك»، وبأنه صار عضواً في الحكومة الجديدة المحصنة. على الرغم من استقراره هناك لفترة وجيزة إلا أنه لم يقم بزيارتها أو بزيارة ابنته، معتزماً إنهاء المهمة أولاً. تنتقل لارا للعيش مع يوري، لكنهما يكتشفان بأنهما ملاحقان فيسافران إلى مزرعة كان يوري قد عاش مع عائلته فيها سابقاً، حيث يعود إلى كتابة الشعر معبراً عن مخاوفه وشجاعته وحبه للارا، وعن مخاوفه مع ظهور حبيب لارا القديم كوماروفسكي، الذي يخبرهما بأن الثوار يعلمون بمخبئهما وبأنهم سيقتلونهما دون ريب، ونصحهما باصطحابهما إلى الخارج، كان بإمكان يوري اللحاق بعائلته، كان بإمكانه قبول ذلك نظراً لاشتياقه لعائلته، لكنه يرفض المساعدة من أجل إنقاذ حياة لارا. على الرغم من ذلك، يخبر لارا بأنه سوف يلحق بها وهكذا تركته وراءها. وفي وحدته، بدأ بالشرف المفرط.
وفي إحدى الليالي، يهجر باشا الحكومة الجديدة. وعندما يعلم بمدى حب يوري ولارا وأحدهما للآخر يقرر الانتحار ويطلق النار على نفسه، حينها يعود يوري إلى موسكو ويبدأ بكتابة الكتيبات الأدبية. يجد له أخوه وظيفة في إحدى المستشفيات، لكنه ينام على ناقلة في يوم عمله الأول، لقد توفي. تعود لارا لتراه وتدخل فجأة إلى المنزل لتجد جسده مسجى هناك دون حراك. تصاب بالانهيار إلا أنها تساعد أخاه على جمع كتاباته. يعمل أصدقاء جيفاغو على جمع أشعاره. وتنتهي القصة بمشهد قصير حدث بعد مرور «خمس أو عشر سنوات» عل الحرب العالمية الثانية، حينما فكر أصدقاء جيفاغو القدامى ملياً بمصير بلادهم، وهو ظهور جيفاغو كتجسيد لباسترناك ولارا كتجسيد لرفيقته أولغا إيفانسكايا التي تم اعتقالها مع ابنتها إثر موت الكاتب هل اكون محرر معكم.

## اقتباسات من الرواية
"إن في نفسي شيئًا محطمًا .. بل في كل حياتي شيء مكسور .. لقد اكتشفت الحياة في سن مبكرة أكثر مما ينبغي."
"ولا بد أن تتأثر صحتك إذا كنت، يومًا بعد يوم، تضطر إلى أن تقول عكس ما تشعر به، وإلى أن تنحني احترامًا أمام ما تكره، وترحب بما لا يجلب لك غير التعاسة."
"لا شيء عبثيًا ولا منطقيًا في هذه الحياة، أكثر من الحياة ذاتها."
"ولد الإنسان ليعيش، لا ليستعد للعيش."
"الأغنية محاولة مجنونة لإيقاف الزمن بالكلمات."

"أنا لا أميل إلى من لا يسقطون أو يعثرون. فضيلتهم تكون إذ ذاك قليلة القيمة، فاقدة الروح. الحياة لم تكن قد تكشفت لهم عن جمالها."

## شخصيات الرواية
- يوري أندرييفيتش جيفاغو: الطبيب والشاعر، بطل الرواية، يُجسّد المثقف الحالم الذي يسعى لفهم الحياة وسط الفوضى. يعيش صراعًا داخليًا بين واجبه كزوج وأب، وبين حبه العميق للارا، وبين التزامه الأخلاقي ورفضه للانخراط في الأيديولوجيات السياسية.
- لارا (لاريسا فيودوروفنا): امرأة قوية ذات ماضٍ معقّد، تقع ضحية لاستغلال كوماروفسكي، ثم تتزوج باشا وتعيش حياة مليئة بالتقلبات. تمثل الحب الممنوع والحرية المفقودة، وتُجسّد الجانب الإنساني في مواجهة القسوة الثورية.
- تونيا (أنتونينا ألكساندروفنا): زوجة يوري، تمثل الاستقرار والوفاء، لكنها تبقى شخصية هامشية في ظل العلاقة العاطفية بين يوري ولارا.
- فيكتور كوماروفسكي: المحامي الانتهازي، يُجسّد الفساد الأخلاقي والنفوذ السياسي، ويؤثر بشكل كبير في حياة لارا ويوري.
- باشا (بافل أنتيبوف / ستريلنيكوف): زوج لارا، يتحوّل من شاب مثالي إلى قائد ثوري متطرف، ثم إلى شخصية مأساوية، مما يُبرز كيف يمكن للثورة أن تُفسد حتى أكثر الشخصيات نقاءً.
- يفغيني نيكولايفيتش: الأخ غير الشقيق ليوري، يُمثّل الجانب العملي في الحياة، ويساعده في العثور على وظيفة بعد عودته إلى موسكو.
- مارينا: المرأة التي يرتبط بها يوري لاحقًا، ويُنجب منها طفلين، وتُجسّد محاولة يوري لإعادة بناء حياته بعد فقدان أسرته.
- تانيا: ابنة يوري ولارا، تظهر في نهاية الرواية كرمز للبراءة المفقودة، وتُجسّد مصير الأجيال التي نشأت في ظل القمع السياسي.

## الأم في الرواية
في رواية الدكتور جيفاغو للكاتب الروسي بوريس باسترناك، تظهر والدة يوري جيفاغو في بداية الرواية كشخصية محورية في تشكيل طفولته، لكنها تتوفى في عام 1903، مما يُعد نقطة تحول مبكرة في حياة البطل. هذا الفقدان المبكر يُلقي بظلاله على شخصية يوري، ويُجسّد أول تجربة وجودية له مع الحزن والوحدة، ويُمهّد لتطوّره كطبيب وشاعر حساس يتأمل العالم من حوله. رغم أن حضور الأم محدود في السرد، إلا أن غيابها يُعد رمزًا لبداية الانفصال العاطفي الذي يعيشه يوري لاحقًا، ويُساهم في بناء ثيمات الرواية حول الاغتراب، فقدان الجذور، والصراع الداخلي، مما يجعلها عنصرًا مؤثرًا في تشكيل مسار الشخصية الرئيسية ضمن سياق الرواية الملحمية.

## تيمات الرواية
في «دكتور جيفاغو» تعتبر الفلسفة والأدب والطب كلاً متكاملاً، ففي كل منها مجال للتعبير عن حبه واحترامه للحياة في كل تلك الميادين هو غير عقائدي وغير منطقي لكنه يتوق إلى العدالة، إنه يقدر الخبرة الحسية ويفضلها على تلك العقائدية أو النظرة المنطقية للأمور، وهو يكرر نظرته إلى العالم في حبكة الرواية. تظهر شخصيته مجدداً. ترتبط الأشخاص والأحداث ببعضها لتمول نزاع الحرب وتبدو الثورة كأنها مجرد اعتراض لبرنامج ما. برغم ذلك، هذا الاعتراض كان كافياً لقتل يوري.واوضح الكاتب في الرواية ان الحب لا يمكن ان يتغير بالرغم من الظروف التي يمر بها المحبين وقد جسد ذلك في العلاقة بين يوري ولارا فعلى الرغم من تباعدها لفترات عدة متقطعة إلا أن ذلك لم ينه الحب بينهما.

## روابط خارجية
- الدكتور جيفاغو على موقع الموسوعة البريطانية (الإنجليزية)